# Surján Péter
Surján Péter (Budapest, 1955. augusztus 30.) magyar fizikus. Az Eötvös Loránd Tudományegyetem Természettudományi Kar oktatója és egykori dékánja. A Magyar Tudományos Akadémia köztestületi tagja.

## Családja
Nős, 5 gyermek édesapja és 16 unokája van.

## Tanulmányai és oktatói karrier
1978-ban szerzett mesterszakos diplomát fizikából az ELTE TTK-n. 1978 és 1989 között a Chinoin Kutató Központjában kutató.
1986-ban a új-Fundlandi Memorial Egyetem hallgatója. 1986-ban doktorált fizikai tudományokból az ELTE-n.
1991 és 1998 között adjunktus, majd 1998-tól egyetemi tanár.
2007 és 2012 a Bólyai Kollégium igazgatója.
2008 és 2012 az ELTE TTK Kémiai Intézet igazgatója.
2012-ben választották meg az ELTE TTK dékánjává. 2013-ban az elteonline-nak azt nyilatkozta hogy "“Kényszerpályán mozgunk, és olyan intézkedéseket kell meghoznunk, amik nem szerepeltek a programomban, és sokszor az elveimmel is ellenkeznek.”  Majd 2018-ban lemondott. Helyét ideiglenesen Sziklai Péter töltötte be, akit Kacskovics Imre követett.

## Publikációi
A Google Tudós alapján az alábbi cikkei a legidézettebbek:
- Kállay, M., & Surján, P. R. (2001). Higher excitations in coupled-cluster theory. The Journal of chemical physics, 115(7), 2945-2954.[12]
- Kállay, M., Szalay, P. G., & Surján, P. R. (2002). A general state-selective multireference coupled-cluster algorithm. The Journal of chemical physics, 117(3), 980-990.[13]

## Díjak
- 2002: Tudományos Diákkörért Érem[14]